# Eariodes variomacula
Eariodes variomacula är en fjärilsart som beskrevs av W. Warren 1897. Eariodes variomacula ingår i släktet Eariodes och familjen mätare. Inga underarter finns listade i Catalogue of Life.